# Schlossbergbahn (Freiburg im Breisgau)

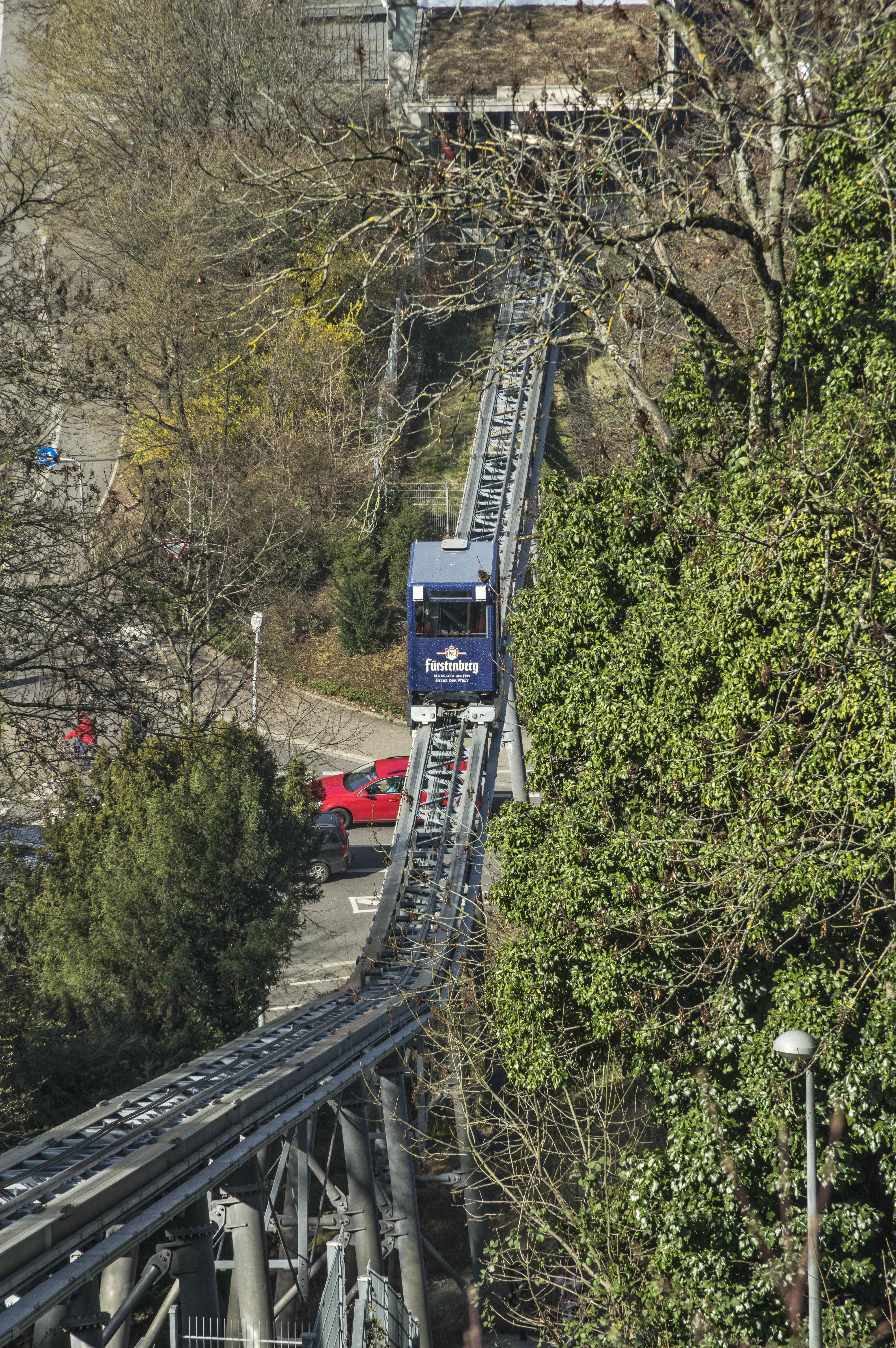
Schrägaufzug auf den Schlossberg

Die Schlossbergbahn ist ein automatisierter Schrägaufzug, der in Freiburg im Breisgau bis zu 25 Fahrgäste vom Stadtgarten auf den Schlossberg befördert. Dabei überwindet die Bahn 73 Höhenmeter bei einer maximalen Steigung von 22°. Die Spurweite beträgt 1,2 Meter, die Geschwindigkeit beträgt 1,5 Meter pro Sekunde, somit benötigt die Bahn etwa drei Minuten für die 262 Meter lange Strecke. Die Bahn ist die Nachfolgerin der aus betriebswirtschaftlichen Gründen aufgegebenen Schlossbergseilbahn.
Im Gegensatz zu jener kann die neue Bahn auch Rollstühle, Kinderwagen und Rollatoren befördern. Die Bauten der Berg- und Talstation blieben erhalten. In letzterer befindet sich ein Kiosk, der sich seit 2014 Café Marcel nennt. Anfang 2021 wurde es ohne Veränderung der Fassade umgebaut. Die Gebäude wurden zwar vom ehemaligen Mitarbeiter des Stadtplanungsamtes, Reinhard Schelkes, als architektonisch sehr wertvoll beurteilt, aber es besteht offiziell kein Denkmalschutz.
Der Schrägaufzug ist seit dem 19. Juli 2008 offiziell in Betrieb und führt vom Stadtgarten zum Schlossbergrestaurant Dattler, dessen Inhaber sie in sechs Monaten für 2,1 Millionen Euro erbauen ließ. Von der Bergstation gelangt man in ca. 15 min Fußweg zum Schlossbergturm.

## Geschichte (Schlossbergseilbahn)

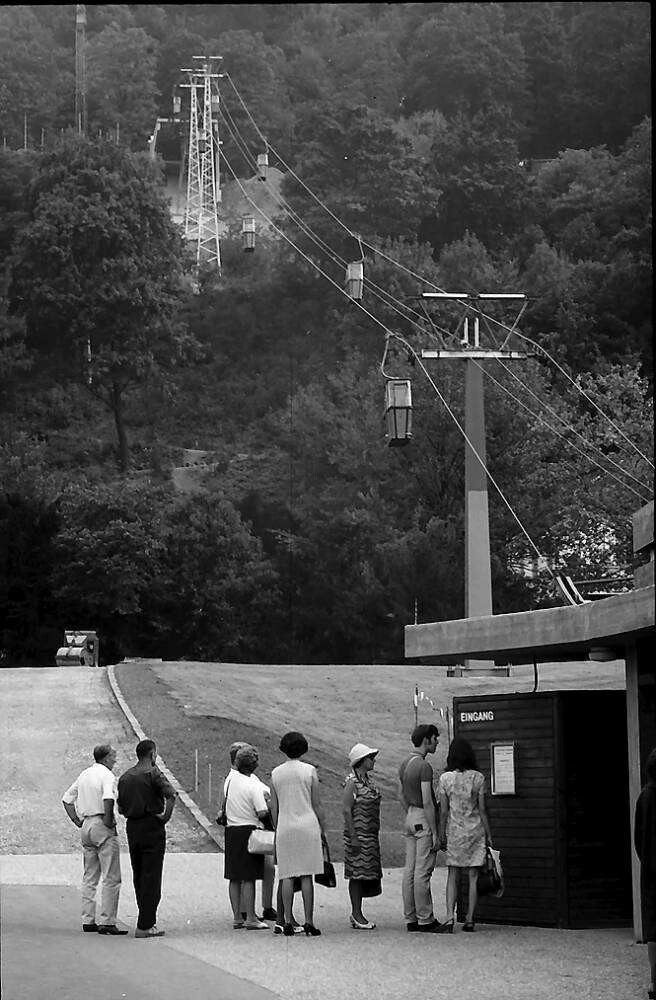
Die frühere Schlossbergseilbahn im Jahr 1968

Die Schlossbergseilbahn war eine 259 Meter lange, im Dezember 2007 abgebaute Luftseilbahn vom Freiburger Stadtgarten zum Restaurant Dattler auf dem Schlossberg. Sie wurde 1968 mit ihren drei Zwischenstützen in Stahlgitterkonstruktion gebaut. Die Talstation der als Gondelbahn mit acht zweisitzigen Kabinen ausgeführten Seilbahn lag in einer Höhe von 276 Metern über NN, die Bergstation in einer Höhe von 348 Metern über NN.
Die Schlossbergseilbahn war die einzige innerstädtische Luftseilbahn in Deutschland. Im Jahr 2001 waren ein neuer Antrieb und eine Steuerung installiert worden. Die Fahrgeschwindigkeit betrug 2,5 m/s und die Fahrzeit ca. 1,5 min.
Im Dezember 2006 musste der Betrieb eingestellt werden, nachdem der Betriebsleiter gekündigt hatte. Da außerdem nach Auslaufen der Betriebserlaubnis zum 31. Dezember 2008 eine Generalsanierung erforderlich gewesen wäre, war ein Weiterbetrieb nach Ansicht des Besitzers wirtschaftlich nicht mehr vertretbar.